# Get Carter: Assassí implacable
Get Carter: Assassí implacable (títol original: 
Get Carter) és una pel·lícula estatunidenca, dirigida l'any 2000 per Stephen T. Kay. Ha estat doblada al català.

## Argument
Jack Carter,un pistoler poc escrupolós, recapta els deutes no pagats per prestadors de Las Vegas. És un ofici que correspon al seu perfil, és a dir fred, implacable i precís.
Després de la mort del seu germà, Richard, en un accident de cotxe, Jack abandona Las Vegas per tornar a Seattle. Aparentment és l'únic en creure que la mort del seu germà és un muntatge.
La mateixa Gloria, dona de Richard, la seva filla Doreen, els seus col·legues de treball i els policies no tenen interès en continuar la investigació. Jack, però, està ben decidit a descobrir la veritat i a venjar la mort del seu germà.

## Repartiment
- Sylvester Stallone: Jack Carter
- Miranda Richardson: Gloria
- Mickey Rourke: Cyrus Paice
- Alan Cumming: Jeremy Kinnear
- Michael Caine: Cliff Brumby
- Rachael Leigh Cook: Doreen
- Rhona Mitra: Geraldine
- John C. McGinley: Con McCarty
- Johnny Strong: Eddie
- Tyler Labine: Bud
- John Moore: el sacerdot
- John Cassini: Thorpey
- Mark Boone Jr.: Jim Davis
- Garwin Sanford: Fletcher
- Darryl Scheelar: l'agent de seguretat
- Crystal Lowe i Lauren Lee Smith: les filles
- Michel Cook: Richard Carter
- Morgan Brayton: la criada
- Yves Cameron: Peter
- Alexander Pervakov: Jimmy
- Michael Rumain: Big Mike
- Rob Lee: Simkins
- Nathaniel DeVeaux: Vorhees
- Gretchen Mol: Audrey (no surt als crèditse)

## Rebuda
- Premis
  - 2 Nominacions als Premis Razzie: Pitjor actor (Stallone) i pitjor remake o seqüela (2000)
  - Nominat per a un premi Taurus l'any 2001
- Crítica
  - "No és una pel·lícula horrible, i Stallone ha aparegut en d'altres molt pitjors. És només que, encara que entretinguda, és massa rutinària"[3]
  - "Amb un argument tan mínim que no és que manqui subtext o context, sinó que pot ser que sigui la primera pel·lícula que no té si més no text. (...) sagnant i incoherent."[2]

## Versió precedent
L'assassí implacable (Get Carter) de Mike Hodges, amb Michael Caine al paper de Carter l'any 1971.